# Gare de Néchin La Festingue
Ne doit pas être confondu avec Gare de Néchin.
La gare de Néchin La Festingue, dite aussi station du Vicinal, est une ancienne gare vicinale belge de la Société nationale des chemins de fer vicinaux (SNCV), gare douanière à la frontière française située sur le territoire de l'ancienne commune de Néchin en province de Hainaut.

## Situation ferroviaire
Jusqu'à sa fermeture, la station de Néchin La Festingue se trouvait sur l'antenne Tournai - Toufflers du capital 95.

## Histoire

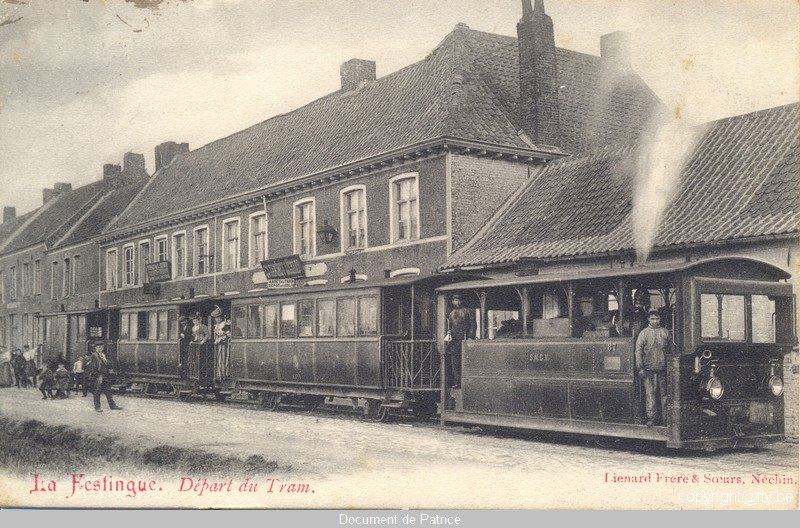
Convoi vapeur sur la ligne 401 au terminus de Néchin La Festingue avant le prolongement de la ligne à Toufflers Douane et la mise en service de la gare.

Le 23 avril 1905, la ligne de tramway vicinal à vapeur Tournai - Templeuve est prolongée jusqu'au lieu-dit de Néchin La Festingue peu avant la frontière française, ce lieu sert de terminus à la ligne jusqu'au 15 décembre 1926 où celle-ci est prolongée en France à la douane de Toufflers. Une gare douanière est par la même occasion mise en service à l'emplacement de l'ancien terminus du vicinal pour permettre le trafic frontalier, cette gare est dotée d'un bureau de douane.
La gare cesse d'être utilisée à la suppression de la ligne le 26 avril 1952 alors remplacée par une ligne d'autobus.
La gare de Néchin La Festingue constitue par ailleurs le seul bâtiment voyageurs du groupe de Tournai.
Le bâtiment toujours existant Rue des Déportés 36, 7730 Estaimpuis, sert actuellement de local commercial.

### Monographies
- Freddy Lemaire et Jean Simonet, Le rail en tournaisis 1835-1985, Tournai, Société Royale d'Histoire et d'Archéologie de Tournai, 1986, 205 p.